# Орсанмикеле

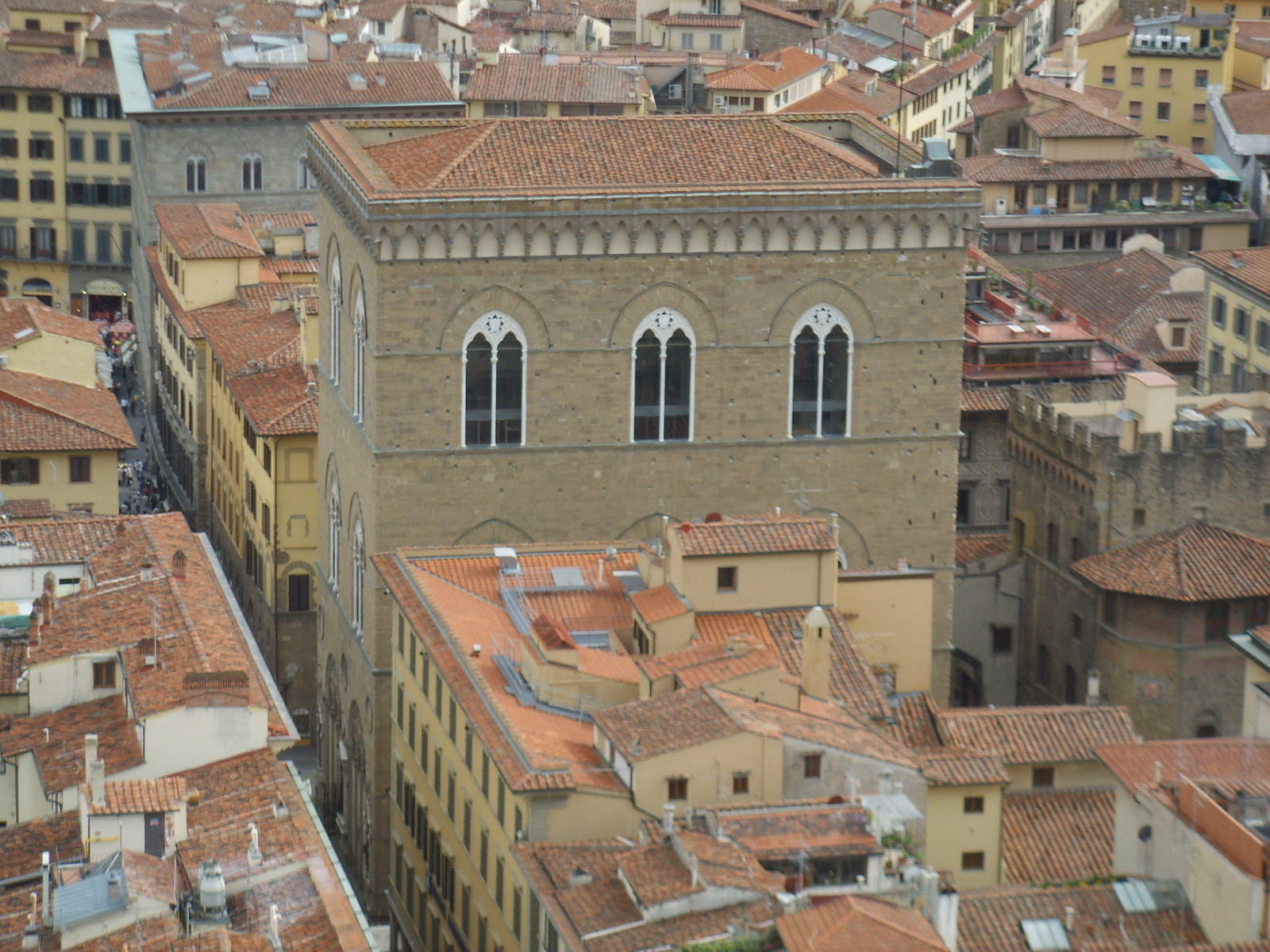
Церковь Орсанмикеле во Флоренции

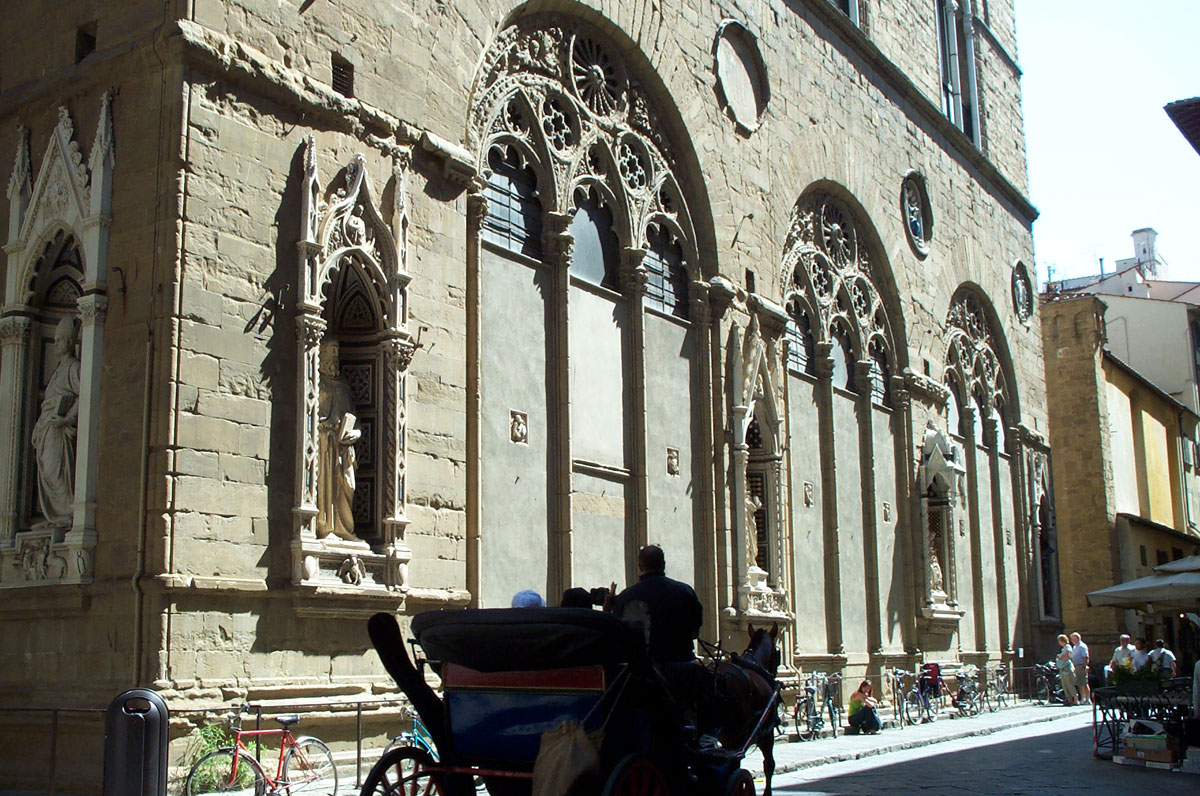
Аркады первого этажа, украшенные ажурными окнами

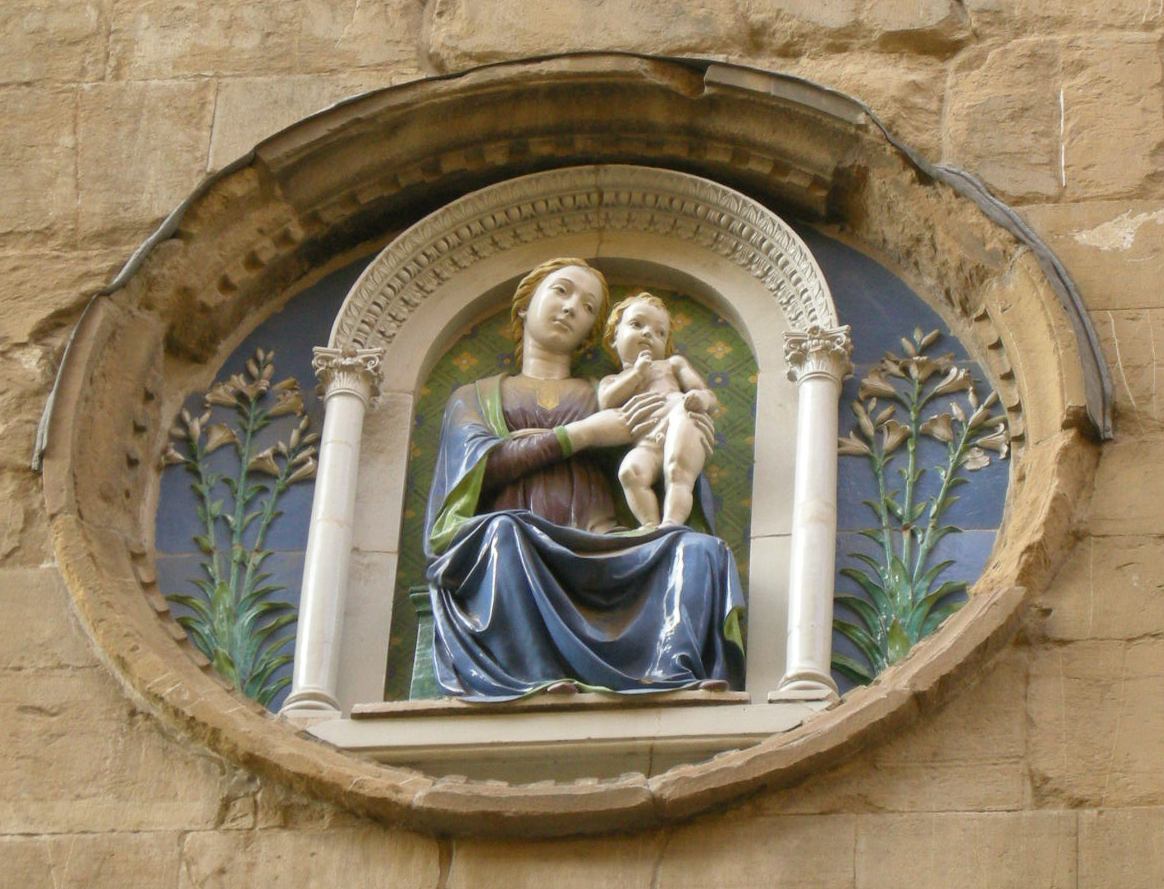
Тондо: Мадонна с Младенцем на фасаде здания. Мастерская Луки делла Роббиа. Майолика

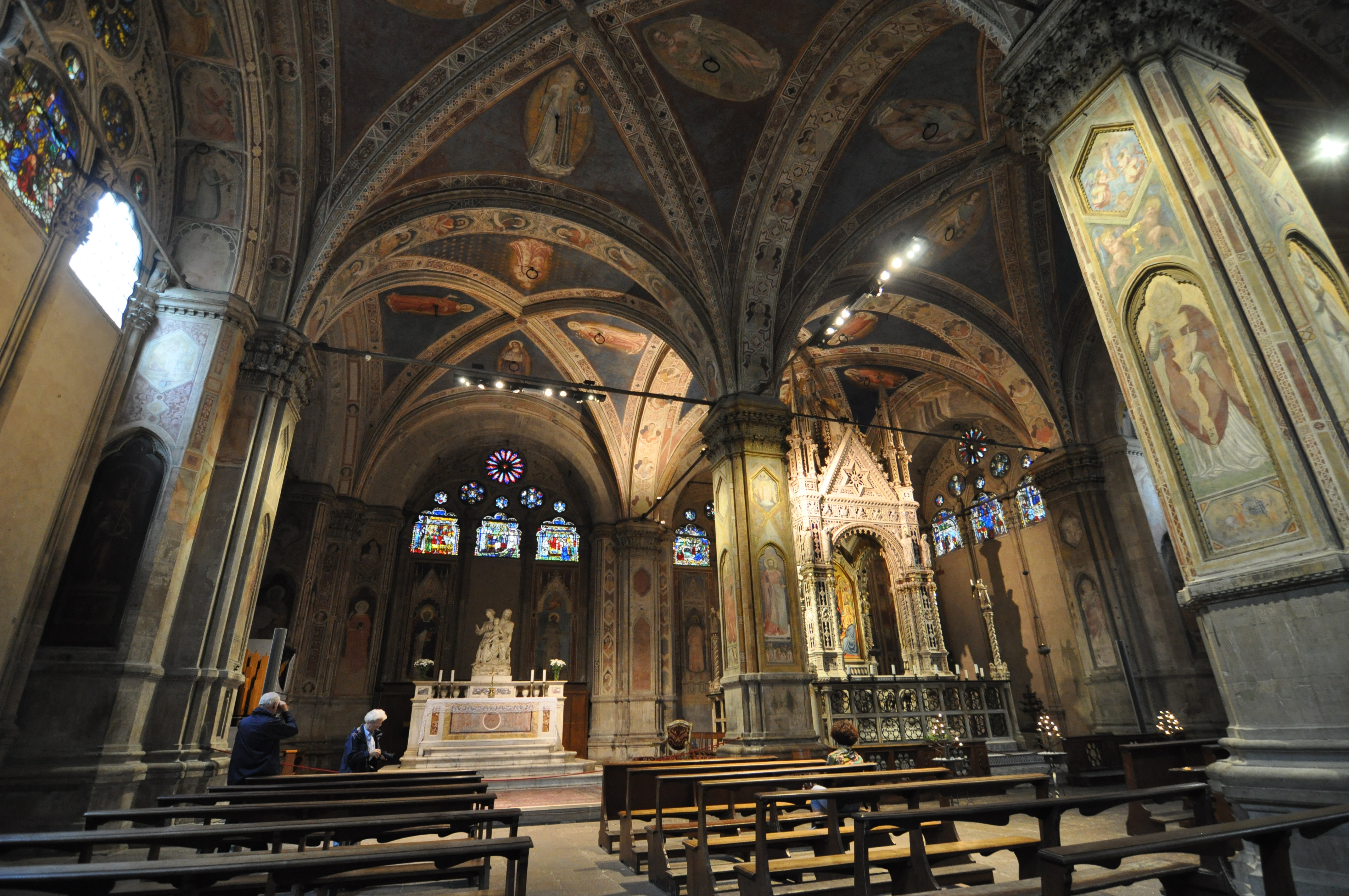
Интерьер церкви Орсанмикеле

Орсанмике́ле (итал. Orsanmichele, Or San Michele — сокращение игры слов: Ораторий Святого Михаила, «Святой Михаил в саду») — церковь во Флоренции, выдающийся памятник искусства итальянского проторенессанса.

## Происхождение названия
Церковь расположена в центре города между площадью Собора (Piazza del Duomo) и площадью Синьории (Piazza della Signoria) со зданием Палаццо Веккьо. В VIII веке на этом месте находились фруктовые сады (итал. orti), рядом — церковь Святого Михаила (итал.  San Michele) при бенедиктинском аббатстве (разрушена около 1240 года). Отсюда название: «Церковь Св. Михаила в саду» (итал.  San Michele in Orto), позднее — Ор Сан Микеле.

## История
Вместо старой полуразрушенной церкви в 1290 году по проекту Арнольфо ди Камбио возвели двухэтажный крытый рынок зерна — Лоджию дель Грано (итал. grano — зерно). Под хранение зерна, во избежание сырости и воровства, отвели верхние этажи. На первом этаже торговали хлебом. Отсюда необычный вид здания. На пилястре аркады нижнего этажа находились две иконы: Архангела Михаила и «Мадонны хлеба».
Здание пострадало от пожара в 1304 году. В 1337 году его перестраивали в типично тосканском «готически-ренессансном стиле» Франческо Таленти, Нери ди Чьоне и другие мастера, работавшие в то время на строительстве флорентийского Собора. Они надстроили третий этаж, замуровали арки лоджии первого этажа, а их верхние полукружия — люнеты — заполнили ажурной и рельефной готической резьбой. По венчающему карнизу расположены характерные для средневековой итальянской архитектуры арочки-машикули. В 1380—1404 годах нижний этаж служил церковью Св. Девы Марии и Св. Анны. Дальнейшие перестройки, включая создание больших арочных венецианских окон второго этажа с беломраморными наличниками, ажурным резным орнаментом и колонками посередине, осуществлял Бернардо Буонталенти.
В 1348 году, когда Европу охватила эпидемия чумы приходу церкви Орсанмикеле жертвовали в покаяние и за искупление вины (ставшей причиной эпидемии по верованию флорентийцев) в общей сложности 350 тысяч флоринов, что превышало годовой бюджет города и позволило церкви заказать большой табернакль из мрамора. Его выполнил в 1349—1359 годах флорентийский живописец, скульптор и архитектор Андреа Орканья. В 1569 году герцог Козимо I Медичи Младший разместил на первом этаже здания свою приёмную. Верхний этаж продолжали использовать в качестве продовольственного склада.

## Произведения искусства
Шедевром искусства является большой резной беломраморный табернакль работы Орканьи в готическом стиле, инкрустированный разноцветной стеклянной смальтой и украшенной мозаикой в технике косматеско. В нише табернакля укреплена икона Мадонны с Младенцем, написанная в 1366 году Бернардо Дадди в стиле интернациональной готики.
В 1406 году по постановлению флорентийской Синьории ремесленные цехи города в течение десяти лет должны были украсить четырнадцать ниш всех четырёх фасадов здания статуями своих небесных покровителей. В 1414 году Гильдия торговцев тканями «Arte di Calimala» заказала Лоренцо Гиберти бронзовую статую Иоанна Крестителя, скульптор Андреа Верроккьо в 1467—1483 годах создал для гильдии рынка скульптурную группу Христа и Святого Фомы. Фигуру Святого Петра из мрамора по заказу цеха мясников в 1415 году выполнил Филиппо Брунеллески. Никколо ди Пьеро Ламберти для Гильдии судей и нотариусов создал статую Святого Луки (1404—1406) и по заказу Гильдии меховщиков и кожевников — Святого Иакова (ок. 1415 г.; на южном фасаде здания). Позднее, в 1597—1602 годах Джамболонья для гильдии судей создал свой вариант фигуры Святого Луки из бронзы. Оригиналы статуй ныне находятся на втором этаже церкви, превращённом в музей, и в музее Барджелло, а на фасадах установлены копии.
Над каждой нишей со статуями находились круглые рельефы — тондо из цветной майолики (сохранились три).
Одно из самых значительных произведений тосканского Возрождения — статуя Святого Георгия — создана Донателло в 1416—1417 годах по заказу цеха оружейников (на фасаде установлена копия, оригинал находится в музее Барджелло). Донателло также выполнил фигуру Святого Марка для цеха ткачей (1411), Нанни ди Банко — Святого Филиппа (1410—1412), находилась во второй нише с востока на северном фасаде церкви, скульптуры «Четырёх коронованных святых» (Quattro Santi Coronati), согласно легенде, каменщиков, замученных за отказ лепить статуи языческих богов, — своеобразная эмблема цеха резчиков по камню и дереву (1408), и Святого Элигия по заказу цеха златокузнецов и ювелиров — в 1417—1421 годах.

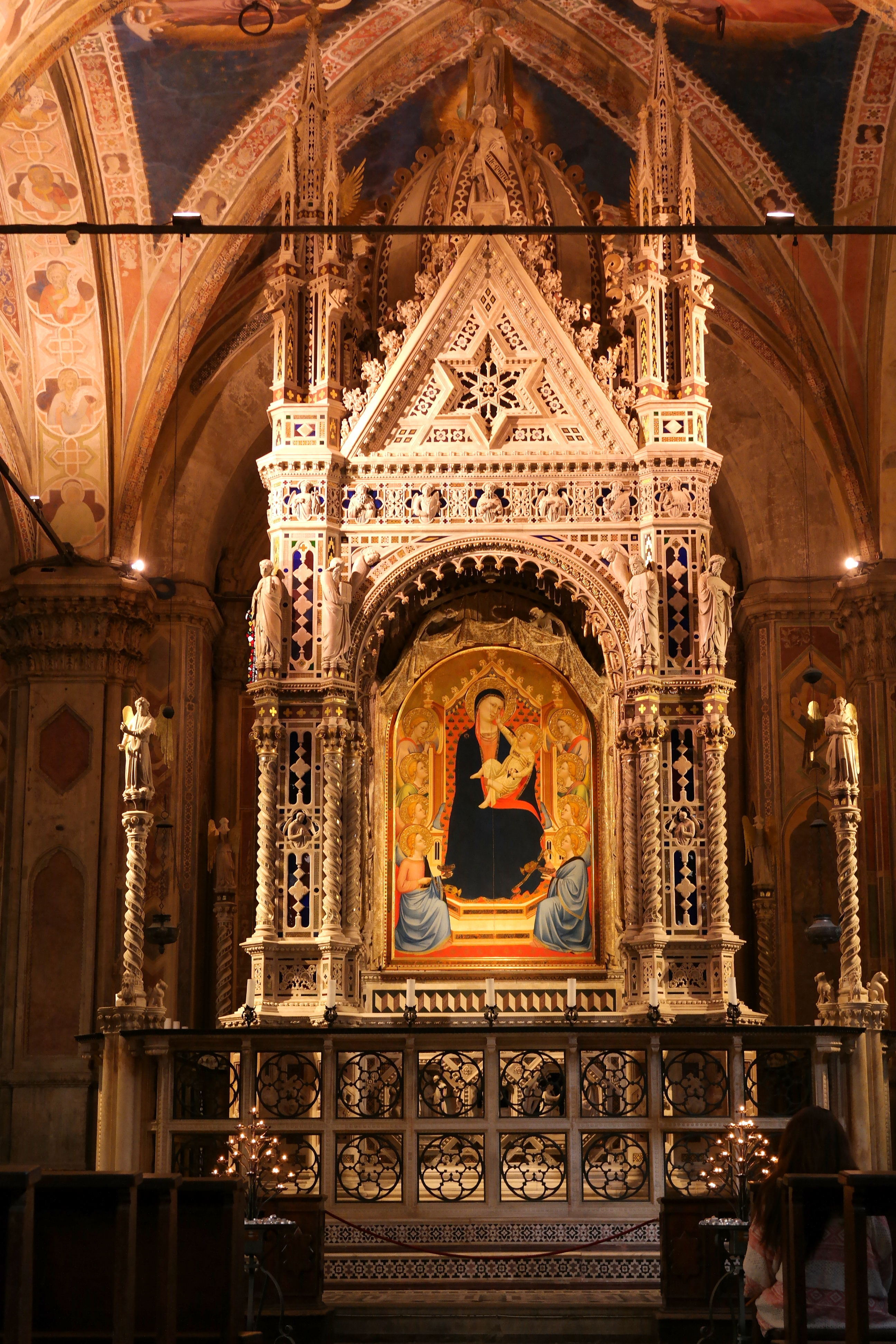
Табернакль церкви. Андреа Орканья. 1349—1359
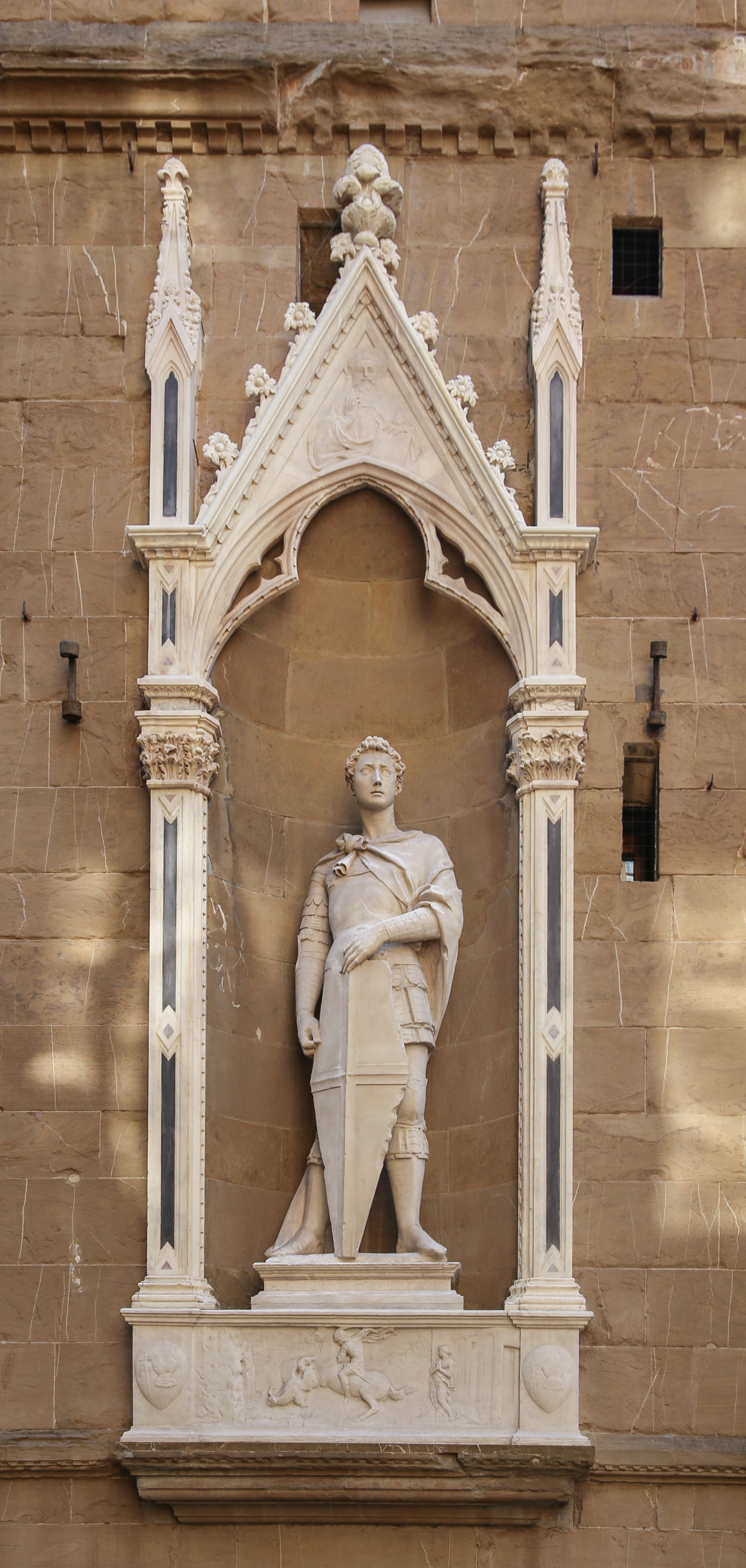
Донателло. Святой Георгий. 1416—1417. Копия
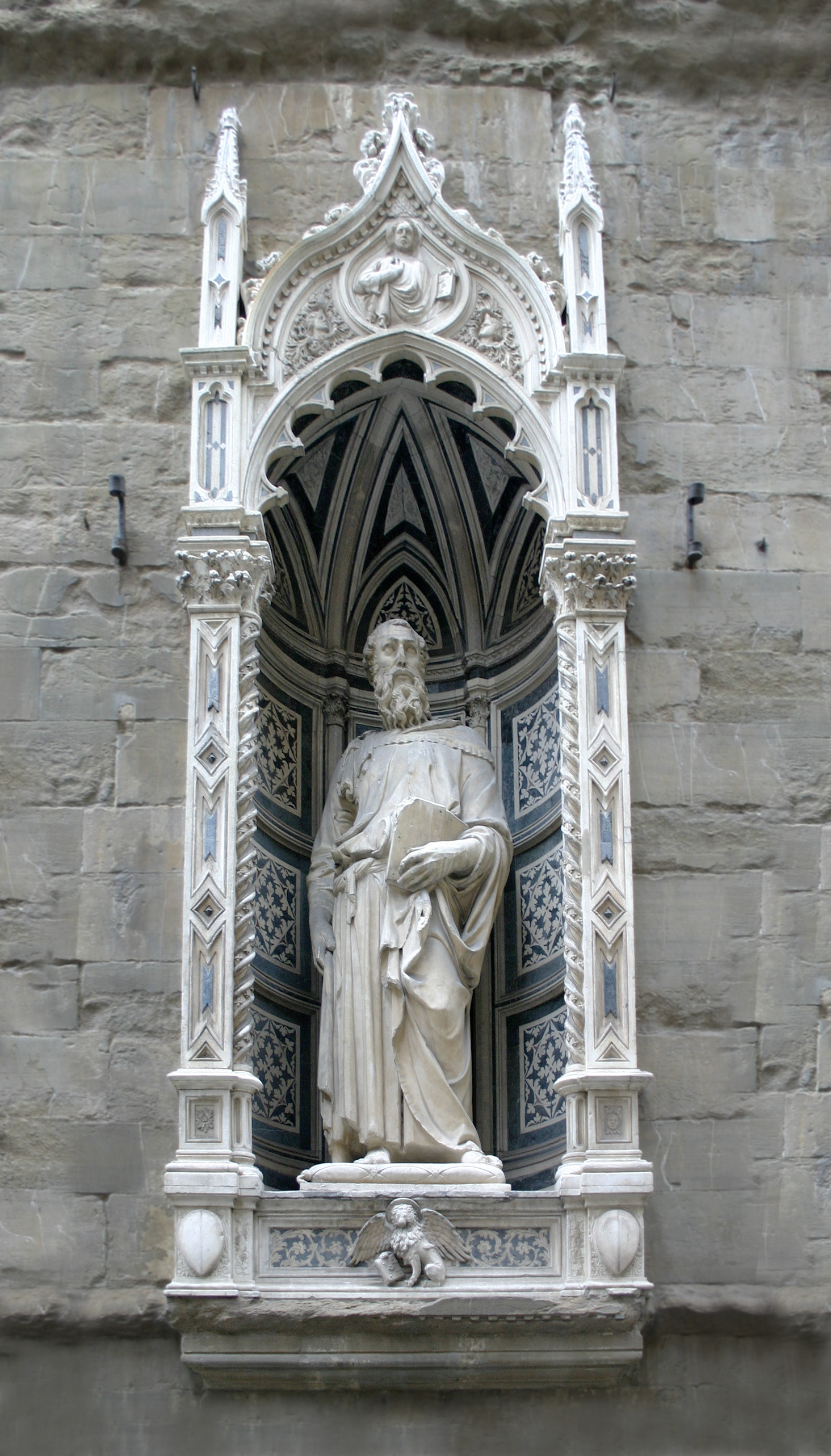
Донателло. Святой Марк. 1411
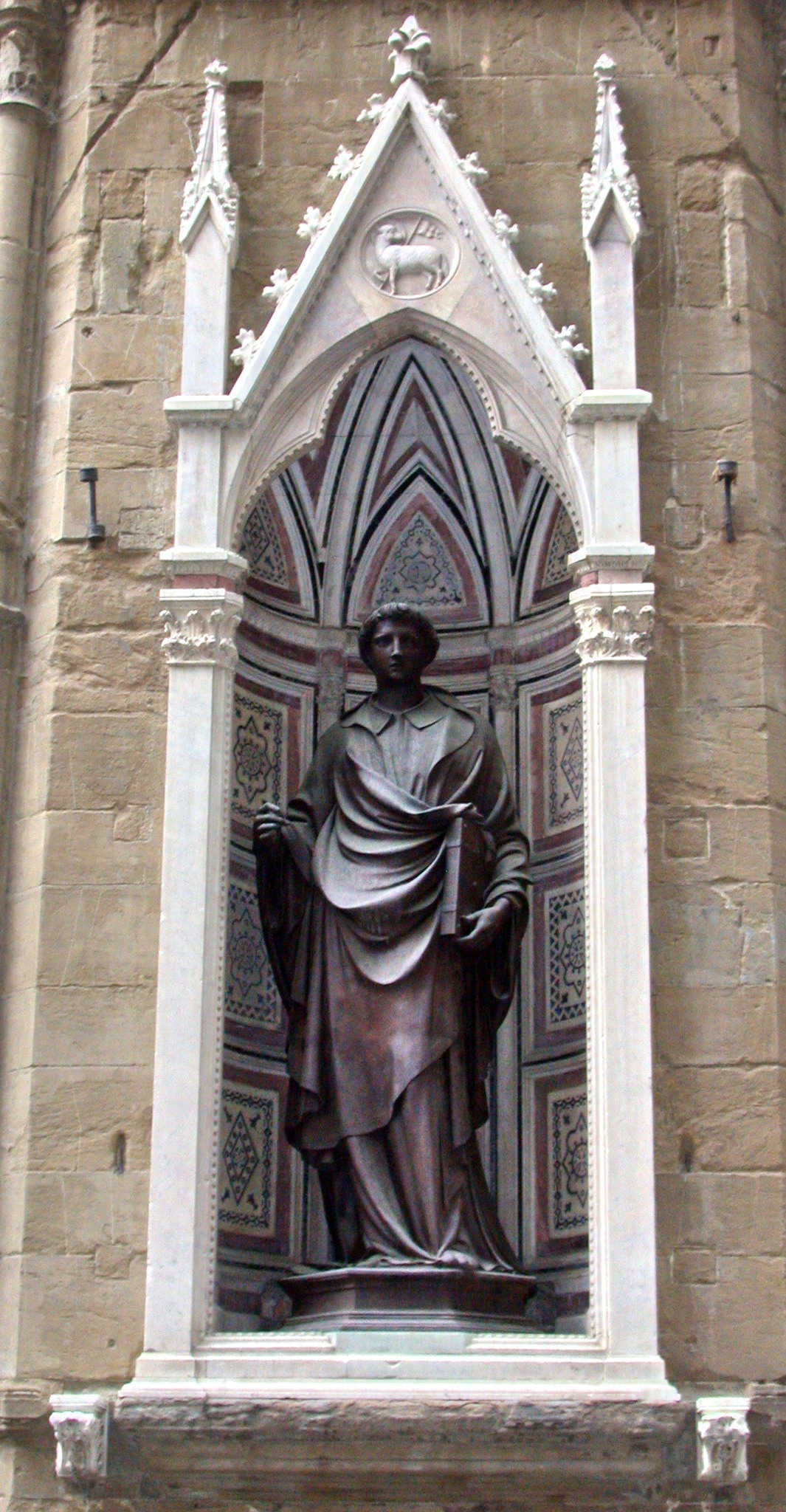
Л. Гиберти. СвятойСтефан. 1428
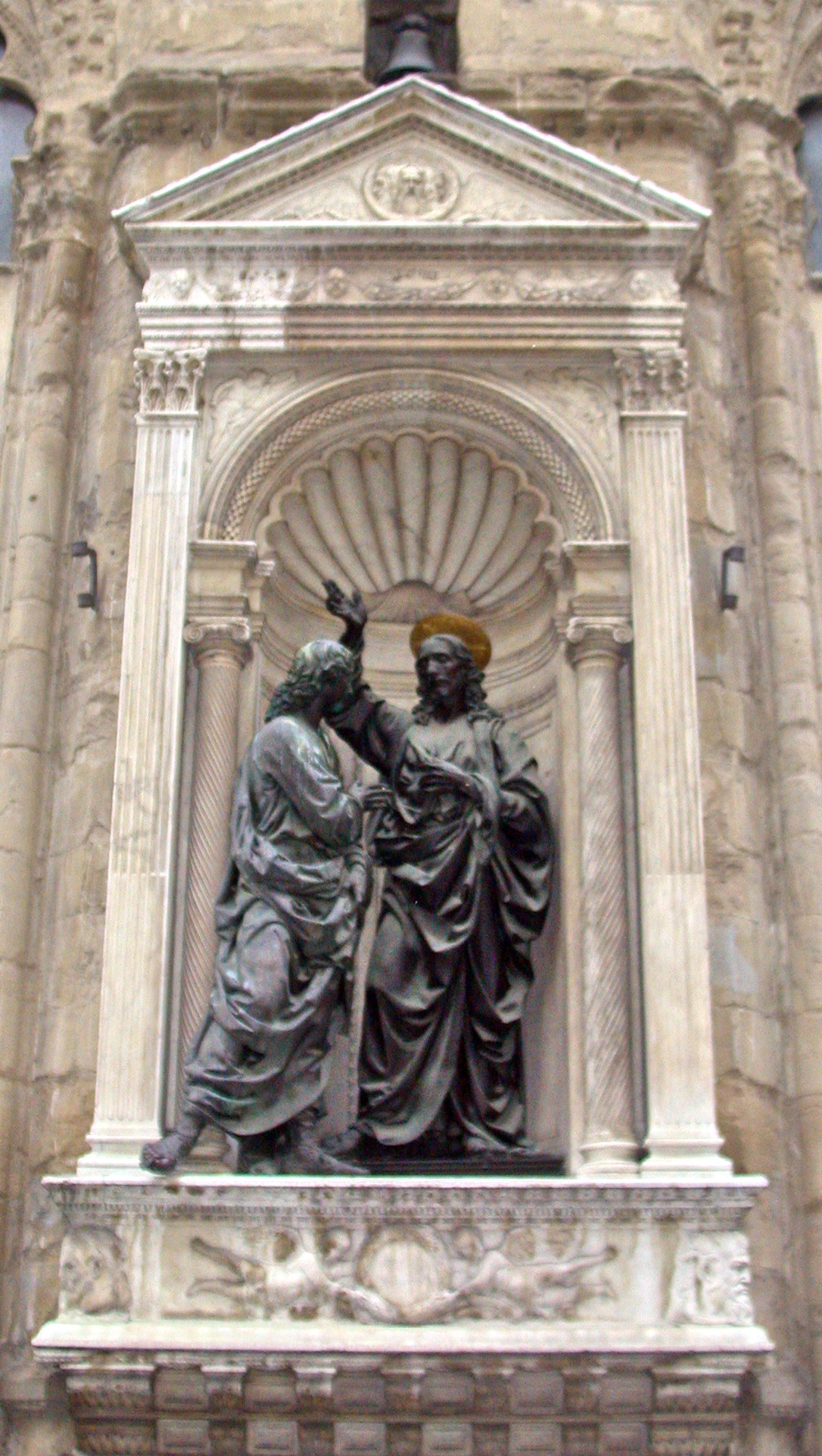
А. Верроккьо. Христос и Святой Фома. 1467—1483
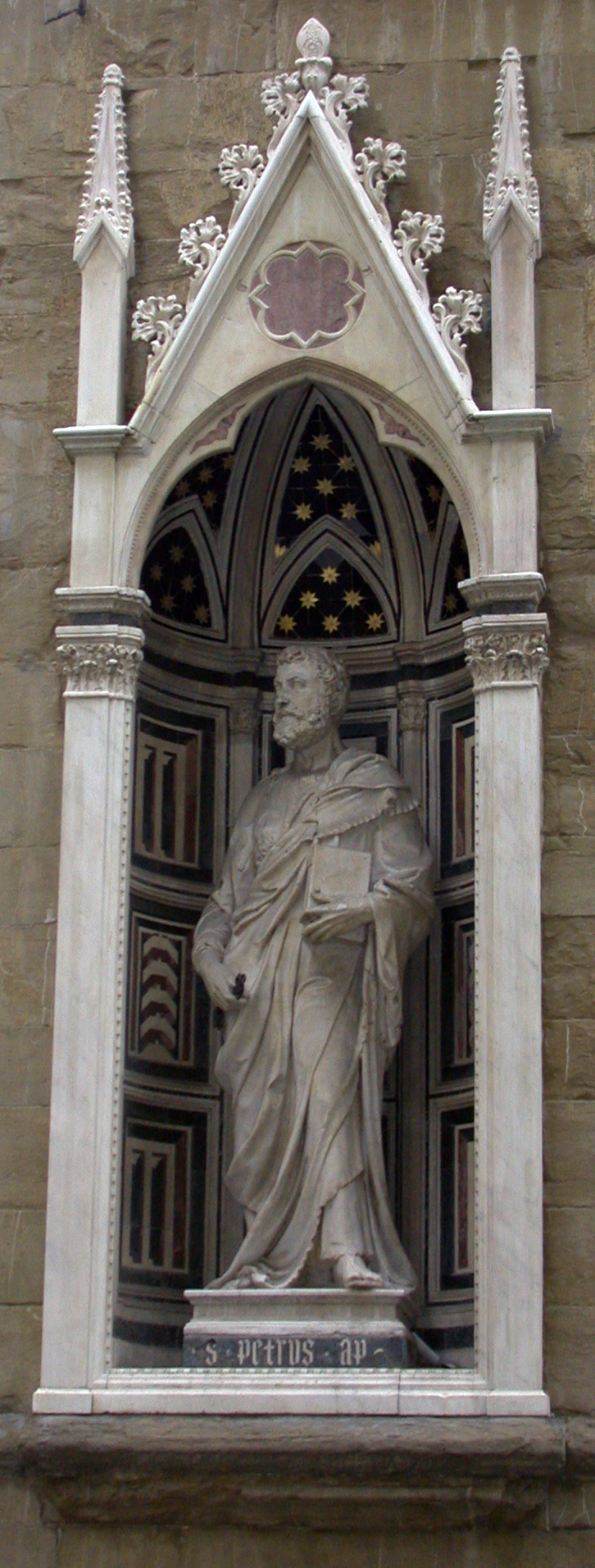
Ф. Брунеллески. Святой Пётр. 1415
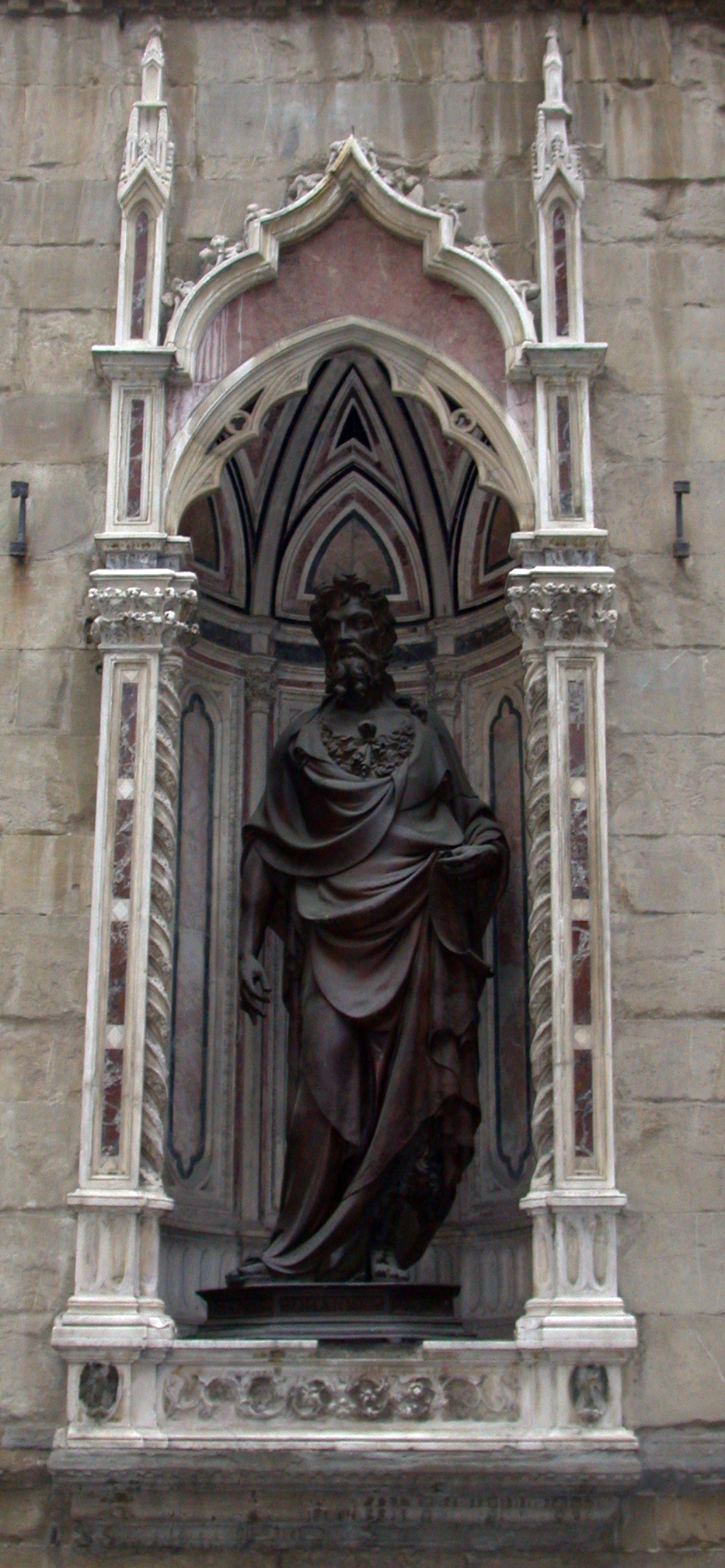
Л. Гиберти. Иоанн Креститель. 1414-1416
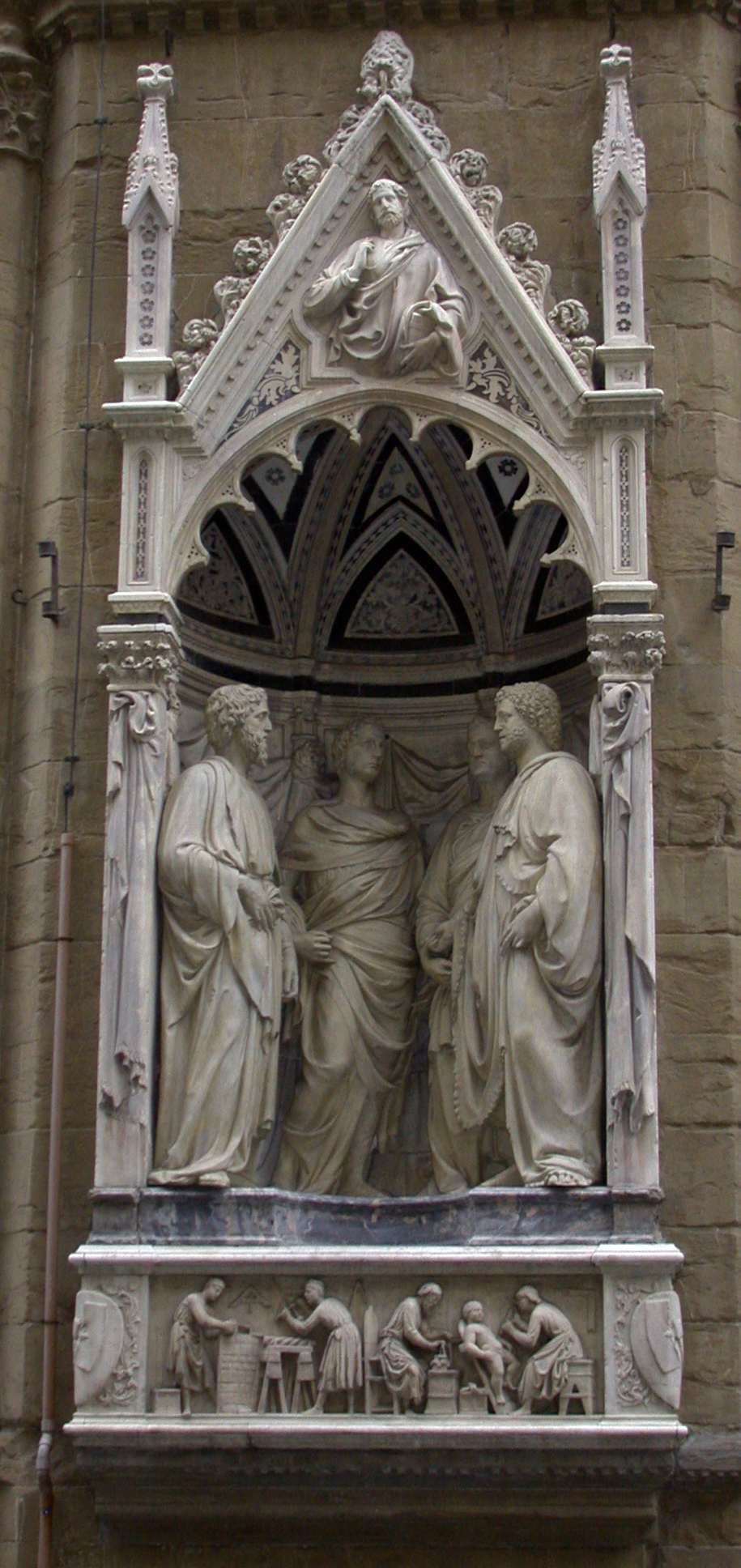
Нанни ди Банко. Четыре коронованных святых. 1408